# Sjätte sinnet (film)
Sjätte sinnet är en amerikansk thrillerfilm från 1999, med manus och regi av M. Night Shyamalan.

## Handling
Barnpsykologen Malcolm Crowe tar sig an en nioåring, Cole Sear, som är rädd och förvirrad. Fallet är mycket likt ett annat som Crowe misslyckats med och han bestämmer sig för att botgöra sitt misslyckande genom att hjälpa Cole. Cole får förtroende för Crowe och berättar varför han lever i en ständig rädsla – han kan se och tala med de döda.

## Rollista (urval)
- Bruce Willis - Dr. Malcolm Crowe
- Haley Joel Osment - Cole Sear
- Toni Collette - Lynn Sear
- Olivia Williams - Anna Crowe
- Donnie Wahlberg - Vincent Grey
- Glenn Fitzgerald - Sean
- Mischa Barton - Kyra Collins
- Trevor Morgan - Tommy Tammisimo
- Bruce Norris - Mr. Stanley Cunningham
- Angelica Page - Mrs. Collins
- Greg Wood - Mr. Collins
- M. Night Shyamalan - Dr. Hill
- Peter Tambakis - Darren
- Jeffrey Zubernis - Bobby

## Produktion och mottagande
Haley Joel Osment nominerades till en Oscar för bästa manliga biroll, endast 11 år gammal, men blev slagen av Michael Caine. Dock hyllade Caine Haley Joel Osment för hans fantastiska insats. Filmen nominerades även för bästa film, bästa regi, bästa kvinnliga biroll (Toni Collette), bästa originalmanus och bästa klippning. American Beauty vann för bästa film, bästa regi och bästa originalmanus.
I filmen sägs det kända citatet "I see dead people".